# Třída Sankalp
Třída Sankalp je třída oceánských hlídkových lodí indické pobřežní stráže. Jejich domácí označení je Advanced Offshore Patrol Vessel (AOPV). Celkem byly postaveny dvě jednotky této třídy. Mezi jejich úkoly patří ochrana výhradní námořní ekonomické zóny země, nebo mise SAR. Dalším třídem třídy Sankalp vznikla pozdější třída Samarth (Improved Sankalp).

## Stavba
Indická loděnice Goa Shipyard Limited ve Vasco da Gama v letech 2004–2009 postavila dvě jednotky této třídy. Byla to největší plavidla navržená a postavená touto loděnicí.
Jednotky třídy Sankalp:
| Jméno             | Spuštěna         | Vstup do služby | Status  |
| ----------------- | ---------------- | --------------- | ------- |
| ICGS Sankalp (46) | 28. dubna 2006   | 20. května 2008 | aktivní |
| ICGS Samrat (47)  | 2. července 2007 | 22. ledna 2009  | aktivní |

## Konstrukce

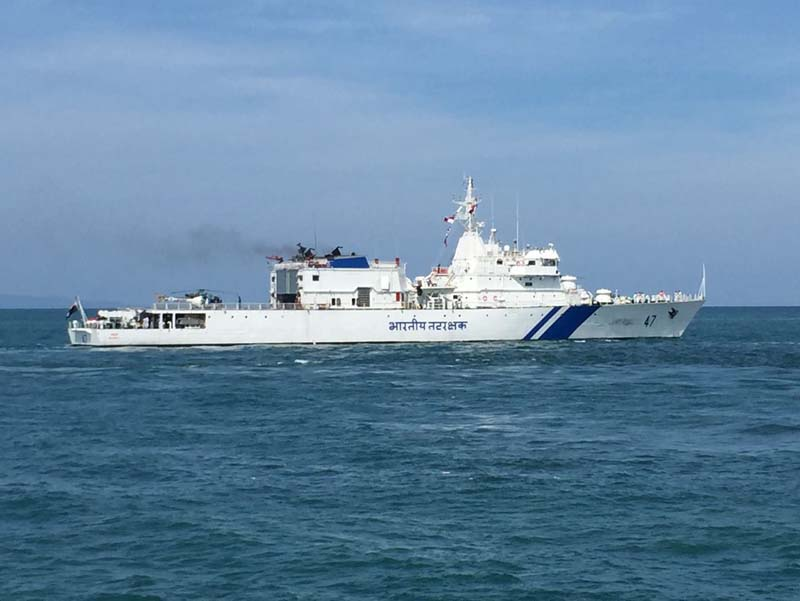
ICGS Samrat (47)

Plavidla jsou vyzbrojena dvěma 30mm kanóny CRN-91 a dvěma 12,7mm kulomety. Na zádi se nachází přistávací plocha a hangár pro vrtulník HAL Dhruv (Sea King, nebo Chetak). Pohonný systém tvoří dva diesely SEMT-Pielstick 20PA6B STC, každý o výkonu 10 325 hp, pohánějící dva lodní šrouby se stavitelnými lopatkami Wärtsilä WCP 5C10. Nejvyšší rychlost dosahuje 25 uzlů. Dosah je 6500 námořních mil.